# K.Kannenahalli, Heggadadevankote
K.Kannenahalli là một làng thuộc tehsil Heggadadevankote, huyện Mysore, bang Karnataka, Ấn Độ.